# Agraulos
|  | Per a altres significats, vegeu «Aglauros». |

Agraulos (en grec antic Άγραυλος), d'acord amb la mitologia grega, va ser una princesa àtica, filla d'Acteu, primer rei d'Atenes. Sovint també és anomenada Aglauros. Casada amb Cècrops, va tenir un fill, Erisícton, i tres filles, Aglauros, Herse i Pàndrosos.